# Kein Sex ist auch keine Lösung
Kein Sex ist auch keine Lösung ist eine deutsche Filmkomödie des Regisseurs Torsten Wacker aus dem Jahr 2011. Der Spielfilm basiert auf der gleichnamigen Romanvorlage von Mia Morgowski, die 2008 im Rowohlt Verlag veröffentlicht wurde, und entstand nach einem Drehbuch der beiden Autoren Hartmut Block und Michael Gantenberg. Er erzählt von dem erfolgreichen Hamburger Marketeer und Frauenheld Tom Moreno, verkörpert von Stephan Luca, der in eine Sinnkrise verfällt, als er sich in seine neue Kollegin verliebt und diese ihm bereits nach kurzer Zeit den Laufpass gibt. 
Realisiert wurde die Komödie von der all in production in Co-Produktion mit dem ZDF. Die Dreharbeiten fanden von Oktober bis November 2010 in Hamburg, Bremen, Niedersachsen und Schleswig-Holstein statt. Neben Luca traten unter anderem Marleen Lohse, Anna Thalbach und Johannes Allmayer vor die Kamera. Bei der Premiere auf dem 18. Filmfest Oldenburg wurde Kein Sex ist auch keine Lösung überwiegend positiv rezipiert. Das nachfolgende Presseecho auf den Film, der am 1. Dezember 2011 bundesweit im Verleih von Studiocanal zur Vorführung freigegeben wurde, war gemischt. Insgesamt konnte die Komödie rund 178.000 Zuschauer in die Kinos locken.

## Handlung
Der erfolgreiche Werber Tom Moreno ist ein Frauenheld: er verführt Frauen und trennt sich spätestens nach dem dritten Mal wieder von ihnen. Als Elisa, die neue Art-Direktorin seiner Agentur, in sein Leben tritt, ändert sich dies. Sie dreht den Spieß um und gibt ihm bereits nach kürzester Zeit den Laufpass. Tom, in einer Sinnkrise steckend, wäre nun dringend auf die Hilfe seiner Freunde angewiesen. Doch diese haben keine Zeit für ihn, da sie mit ihren eigenen speziellen Problemen zu kämpfen haben: Vince glaubt, dass seine Frau mit Tom fremdgeht. Luke lernt ausgerechnet von Toms Mutter, dass kein Sex auch keine Lösung ist; und die asexuelle Paule verliebt sich urplötzlich und mutiert vom Kumpeltyp zur Femme fatale. Als ob das nicht schon genüge, eröffnet ihm sein Chef Rolf, dass die Agentur so gut wie pleite ist. Derart gebeutelt, ist Tom nicht mehr in der Lage, seine Beziehungsvermeidungsregeln hinreichend einzuhalten. Er verliebt sich zum ersten Mal in seinem Leben.

## Hintergrund

### Produktion

Das Dockland-Bürogebäude am Elbufer diente unter anderem als Kulisse.

Die Dreharbeiten zu Kein Sex ist auch keine Lösung umfassten 26 Tage und dauerten vom 12. Oktober bis 29. November 2010 an. Gefilmt wurde vorwiegend in Hamburg, wo die Handlung des Films verankert ist. Szenen entstanden hier unter anderem am Millerntor-Stadion, an der Kuppel des Alten Elbtunnels, am Hamburger Rathaus, an der Hauptkirche Sankt Michaelis, der Köhlbrandbrücke, im Hotel Atlantic sowie im Bürohaus Dockland im Hamburger Stadtteil Altona-Altstadt. Zusätzliche Dreharbeiten fanden darüber hinaus im Park Hotel Bremen, in Niedersachsen und Schleswig-Holstein statt.
Die Filmförderung Hamburg Schleswig-Holstein (FFHSH) unterstützte das Projekt mit 500.000 Euro. Die Nordmedia Fonds GmbH der Länder Niedersachsen und Bremen steuerte 100.000 Euro zur Produktionsförderung bei, der Deutsche Filmförderfonds (DFFF) weitere rund 500.000 Euro. Auch die Medienboard Berlin-Brandenburg (MBBB) und die FilmFernsehFonds Bayern (FFFB) beteiligten sich finanziell an der Produktion.

### Soundtrack
| Nr. | Titel                       | Interpret           | Länge |
| --- | --------------------------- | ------------------- | ----- |
| 1.  | High on Your Love           | Max Mutzke          |       |
| 2.  | Das letzte Fest             | Der Fall Böse       |       |
| 3.  | Die wirklich wahren Dinge   | Flo Mega            |       |
| 4.  | Love Me Blues               | Los                 |       |
| 5.  | Beautiful Girl              | William Fitzsimmons |       |
| 6.  | Set the Controls            | Florian Tessloff    |       |
| 7.  | If You Would Come Back Home | William Fitzsimmons |       |
| 8.  | Nothing Is Too Easy         | Michael Weston      |       |
| 9.  | Fast Moving Train           | Fredrika Stahl      |       |
| 10. | Beat Queen                  | Phy                 |       |
| 11. | Why Are You Still Here?     | Florian Tessloff    |       |
| 12. | More to Luv                 | Minnutes            |       |
| 13. | Wrecking Ball               | Valente             |       |
| 14. | It's Your Day               | Nathalie Dorra      |       |
| 15. | Little Numbers              | Boy                 |       |

## Rezeption

### Kritik

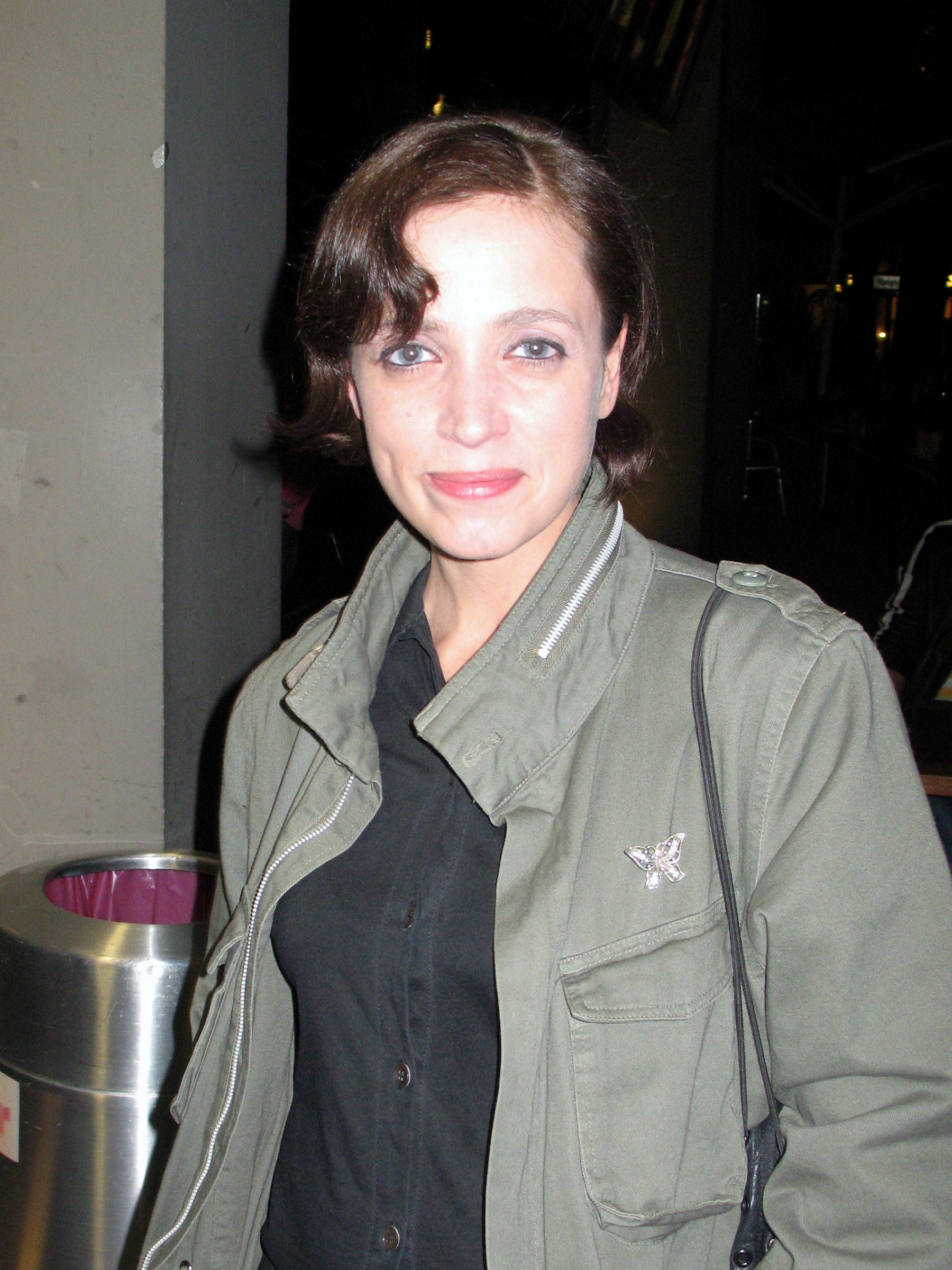
Nebendarstellerin Anna Thalbach erhielt vorwiegend positive Kritiken für die Darstellung ihrer Rolle.

„Wer Keinohrhasen oder Männerherzen liebt, sollte sich auch bei Torsten Wackers überdrehter Beziehungskomödie so richtig wohlfühlen“, resümierte Blickpunkt:Film. „Die deutsche Beziehungskomödie feiert ihr Revival, überrascht aber weniger durch neue Volten im Gefühlsmodus, sondern setzt auf althergebrachte Komplikationen wie Eifersucht und Missverständnisse, die selbstverständlich zum Happy End führen. Das harmlose Vergnügen tut keinem weh [...] und amüsiert durch die Aneinanderreihung von Sketchen. Gute Samstagabendunterhaltung garantiert.“
Rainer Gansera von der Süddeutschen Zeitung bewertete den Film weniger gut: „Von Anfang an vermittelt diese Bestseller-Verfilmung [...] den Eindruck jener TV-Movies, die sich wahllos bei den abgenudeltsten Motiven aus Beziehungskisten-Comedys bedienen. [...] Die Gags werden derart plump an den Haaren herbeigezogen und in Werbeclip-Ästhetik verpackt, dass ihnen das letzte Witzpotential entweichen muss. Diese Möchtegern-Komödie ist der unbedingten Ansicht, dass doof gleich lustig sei. Ein verhängnisvoller Irrtum.“ Der Film sei eine „hirnlose Komödie“.
Filmstarts.de-Redakteurin Valentina Resetarits bewertete den Film mit zwei aus fünf möglichen Sternen und schrieb: „Gutgelaunt treibt Wacker in [...] Kein Sex ist auch keine Lösung Komödienklischees auf die Spitze, wobei gerade die zahlreichen Gastauftritte und Nebenhandlungen allerdings längst nicht immer amüsant geraten.“ Es gelinge Wacker nur „trotz eines durchaus originellen Ansatzes nur gelegentlich, [...] komische Funken zu schlagen. Die vielen Figuren und Nebenhandlungen wollen sich nie zu einer Einheit fügen, und die zentrale Liebesgeschichte bleibt unterbelichtet“.
Rainer Tittelbach befand in seiner Rezension auf Tittelbach.tv, dass Kein Sex ist auch keine Lösung „unter dem grundlegenden Missverständnis“ leide, „aus einer Nummernrevue leidlich witziger Situationen und Typen würden sich eine Dramaturgie und daraus eine unterhaltsame Geschichte ergeben“.  Der Film sei nicht nur „stofflich und intellektuell ein Offenbarungseid, er ist auch dramaturgisch völlig misslungen [...] Diese sogenannte Beziehungskinokomödie besitzt weniger Sinn, Witz und Originalität als eine durchschnittliche Sat-1-Komödie. Ein pointiertes Nichts bleibt ein Nichts. Allein die Inszenierung und die Besetzung übersteigen leicht das gängige TV-Movie-Niveau“.

### Erfolg
Der Film feierte am 14. September 2011 auf dem Internationalen Filmfest Oldenburg Uraufführung. Der offizielle deutsche Kinostart folgte schließlich am 1. Dezember 2011. Nach Ende des ersten Vorführwochenendes zählte die Produktion mehr als 60.000 Besucher in 292 Kinos und platzierte sich damit hinter Breaking Dawn, In Time – Deine Zeit läuft ab, Happy Feet 2, Der Gott des Gemetzels und Krieg der Götter auf Rang 6 der Kinocharts. Mit knapp 150.000 Besuchern bis Jahresende konnte sich die Komödie in den Top 40 der meistgesehenen deutschen Kinoproduktionen des Jahres 2011 platzieren. Insgesamt sahen den Film rund 178.000 Zuschauer.